# أبيل ألير
أبيل ألير (بالإنجليزية: Abel Alier) هو سياسي سوداني جنوبي قاد جهود حكومة مايو لإنهاء الحرب الأهلية في جنوب السودان و ترأس وفد الحكومة لمفاوضات أديس أبابا ووقع إتفاقية أديس أبابا نيابة عن الحكومة.

## النشأة
وُلِد في يونيو 1933 في منطقة بور بولاية أعالي النيل ، التحق بمدرسة رمبيك الثانوية بمدينة رمبيك ، ثم التحق بمدرسة واد سينا في ام درمان. تخرج من كلية الحقوق بجامعة الخرطوم وكان لديه مكتب محاماة خاص به قبل تعيينه قاضيًا، ليصبح أول قاضي سوداني من أصل جنوبي. كان نشطًا في الجبهة الجنوبية منذ تأسيسها في عام 1964 وكان أحد ممثليها في مؤتمر المائدة المستديرة عام 1965. انتخب عضوًا في البرلمان الوطني من عام 1968 إلى عام 1969 عن دائرة بور الجنوبية.

## حياته المهنية
شغل نائب لرئيس جمهورية السودان في عهد جعفر النميري في 1971، شغل منصب أول رئيس للمجلس التنفيذي الأعلى لجنوب السودان واستمر في هذا المنصب حتى فبراير/ شباط 1978،  وانتخب عضوا في البرلمان السوداني عام 1968 عن دائرة بور الجنوبية، وهو عضو في المحكمة الدائمة للتحكيم الدولي في لاهاي ومعترف به باعتباره أبرز محامي وقاضي مسيحي في السودان، أشهر كتاب له  بعنوان: جنوب السودان: التمادي في خرق العهود.
في عام 2005، ترأس اللجنة التي تم تعيينها للتحقيق في وفاة جون قرنق الذي توفي في حادث تحطم مروحية بعد مغادرته أوغندا إلى السودان.
في عام 2010 ترأس  المفوضية العام للإنتخابات كجزء من استحقاقات اتفاقية السلام الشامل الموقعة في العام 2005 بين الحكومة السودانية والحركة الشعبية لتحرير السودان.